# Architekt Ventura Rodríguez
Architekt Ventura Rodríguez (hiszp. Ventura Rodríguez) – obraz olejny hiszpańskiego malarza Francisca Goi.

## Okoliczności powstania
Architekt Ventura Rodríguez (1717–1785) był jednym z protegowanych infanta Ludwika Antoniego Burbona, młodszego brata króla Karola III. Infant popadł w niełaskę i został wydalony z madryckiego dworu, kiedy porzucił planowaną dla niego karierę duchownego i zawarł małżeństwo morganatyczne z dużo młodszą aragońską hrabianką, Marią Teresą de Vallabriga. Z rodziną i małą świtą zamieszkał w pałacu w Arenas de San Pedro, gdzie jako mecenas otaczał się artystami i rzemieślnikami. Do tego kręgu należał Rodríguez odpowiedzialny za architekturę nowego pałacu infanta w Boadilla del Monte. Pracował także przy rozbudowie bazyliki Nuestra Señora del Pilar (Matki Bożej na Kolumnie) w Saragossie, rodzinnym mieście Marii Teresy i Goi. Prawdopodobnie to dzięki Rodríguezowi Goya otrzymał zaproszenie od infanta, niezwykle cenne dla jego wczesnej kariery. Malarz dwukrotnie odwiedził Arenas de San Pedro, aby namalować liczne portrety członków rodziny infanta, m.in. zbiorowy pt. Rodzina infanta don Luisa. Wtedy powstał także portret Rodrígueza zamówiony przez Marię Teresę, na rok przed śmiercią architekta. Realistyczny portret spodobał się infantowi.

## Opis obrazu
Goya przedstawił Rodrígueza w półpostaci. Jest ubrany według madryckiej mody, ma na sobie perukę, kaftan, zieloną kamizelkę i białą koszulę z żabotem i koronkowymi mankietami. Wskazuje na plany architektoniczne przedstawiające jego projekt kaplicy w bazylice Nuestra Señora del Pilar w Saragossie. Kolumna widoczna po prawej stronie nawiązuje do objawienia maryjnego na kolumnie (hiszp. pilar), która ma znajdować się w świątyni. Na zaróżowionym obliczu architekta widoczna jest duma i satysfakcja z pracy dla bazyliki, jego oczy są pełne emocji.
Na planie w dłoni architekta widoczna jest inskrypcja: Retrato Original de D.n Ventura Rodríguez / Arquitecto del Sereni.mo Sr Infante D / Luis y Maestro mayor de la Villa de / Madrid que de orden de la mui Ill.a / S.ra Esposa de S.A. D.n Fran Goya año de 1784 (Oryginalny portret Ventury Rodrígueza / architekta Najjaśniejszego Pana infanta / Ludwika i wielkiego mistrza [budowniczego] miasta / Madrytu z polecenia Jaśnie Oświeconej / Pani małżonki Jego Wysokości Francisco Goya rok 1784). Inskrypcja wskazuje na to, że obraz zleciła żona infanta, Maria Teresa de Vallabriga. 

## Proweniencja
Obraz pierwotnie znajdował się  w pałacu Boadilla del Monte infanta Ludwika Antoniego, niedaleko Madrytu. Następnie należał do różnych prywatnych kolekcji w Madrycie, Paryżu, Nowym Jorku i ostatecznie w Sztokholmie, gdzie od 1949 znajduje się w zbiorach Nationalmuseum.
Wierna kopia tego obrazu z 1794 pędzla Gonzáleza Velázqueza znajduje się w zbiorach Królewskiej Akademii Sztuk Pięknych św. Ferdynanda.